# Lancanjiangosaurus
„Lancanjiangosaurus” – nieformalna nazwa zauropoda należącego prawdopodobnie do rodziny cetiozaurów (Cetiosauridae), żyjącego w epoce jury środkowej (ok. 165–161 mln lat temu) na terenach Azji. Długość ciała ok. 15 m, wysokość ok. 5 m, masa ok. 25 t. Jego szczątki znaleziono w Chinach (w Tybecie).